# Partido Socialista Francés
El Partido Socialista Francés (PSF, en francés: Parti socialiste français) fue un partido político francés, activo entre 1902 y 1905, que constituyó una etapa en el proceso de unificación socialista en Francia.
El PSF fue fundado en el Congreso de Tours, en 1902, como resultado de la fusión entre la Federación de Trabajadores Socialistas de Francia (FTSF) liderada por Paul Brousse, el Partido Obrero Socialista Revolucionario liderado por Jean Allemane y el grupo de socialistas independientes entre los que se encontraba Jean Jaurès. El nuevo partido, liderado por Jaurès, reúne así en su seno las tendencias allemanistas y broussistas del socialismo francés. En las elecciones legislativas de 1902, el PSF obtuvo 37 escaños.
En 1905, el PSF se fusionó con el Partido Socialista de Francia (que reunía, a su vez, a guesdistas y blanquistas) para dar lugar a la Sección Francesa de la Internacional Obrera (SFIO).
- Datos: Q2379359